# Maison personnelle du peintre Paul Mathieu
 (juin 2019).
Pour les articles homonymes, voir Émile Lambot.
La maison personnelle du peintre Paul Mathieu est un édifice éclectique situé à Ixelles, région bruxelloise, en Belgique. L'édifice est constitué de l'habitation personnelle du peintre ainsi que de son atelier.

## Contexte
Emile Lambot (1869-1940) est un architecte belge. Actif à Bruxelles, il commence sa carrière à la fin du XIXe siècle en s’inscrivant dans la tendance Art nouveau en place initiée par Victor Horta. Ce style est divisé en deux courants, l’un floral, caractérisé par la fameuse ligne en coup de fouet, les références organiques, et l’autre par des lignes plus sobres, plus abstraites appelé géométrique. Ce dernier courant émerge à la suite des travaux de Paul Hankar, un architecte et designer belge, ami et désormais concurrent de Victor Horta. Emile Lambot, lui, suit la voie de celui au côté duquel il a fait ses armes, Victor Horta, dans une influence florale de l’Art nouveau. Le jeune architecte sera l’un des représentants les plus doués de ce courant architectural bien qu’il n’ait laissé que peu de réalisations.
C’est à lui que l’on doit la réalisation de la maison bourgeoise du 172 de la rue Américaine à Ixelles, sur commande de l’artiste peintre Paul Mathieu. La rue relie la chaussée de Charleroi à la chaussée de Vleurgat, à cheval entre les communes de Saint-Gilles et d’Ixelles. Sa création est approuvée par arrêté royal en 1864 mais les premiers permis de bâtir sont délivrés vers 1872. La rue va alors prendre quelques dizaines d’années pour voir les constructions s’édifier dans des styles relativement variés. L’esthétique de la rue Américaine est en effet dominée par le néoclassicisme et ponctuée de bâtiments de style éclectique ou encore empreint de constructions de style Art nouveau.
L’essentiel des constructions bordant la voirie est composé de maisons unifamiliales parmi lesquelles s’illustrent parfois des maisons ou ateliers d’artistes comme au 170 avec l’atelier du peintre Jef Leempoels dont la façade est conservée malgré les transformations intérieures. D’autres notables de la société bruxelloise du début du XXe siècle passent par la rue Américaine à l’image des architectes Adrien Blomme et Victor Horta qui y font tous deux construire leurs premières maisons personnelles ainsi que leurs ateliers d’architectures.
Autre architecture remarquable de la rue, la maison du 172 de la rue Américaine à Ixelles. C’est une réalisation de l’architecte Emile Lambot sur commande du peintre Paul Mathieu. Ce dernier souhaite réunir en un seul lieu sa maison personnelle ainsi que son atelier où il exerce et passe le plus clair de son temps. La maison est réalisée en 1905 et affiche un style éclectique d’inspiration Louis XV. Paul Mathieu fait réaliser cette maison à une période où il enseigne à l’Académie de Bruxelles. C’est aussi l’un des membres-fondateurs du groupe Le Sillon, un mouvement artistique fondé à Bruxelles en 1893. Il est alors un peintre reconnu et commence la peinture par des natures mortes qu’il abandonne au profit de la peinture de paysage dans un style impressionniste. L’artiste se verra en 1911 commander par le roi Albert le panorama du Congo, peinture destinée à l’Exposition universelle de Gand de 1913. Le peintre n’habite que très peu de temps au 172 de la rue Américaine puisqu’il vend la maison trois ans après la fin de la construction en 1908 à la famille de Codt, laquelle est toujours propriétaire du bien. Emile Lambot est à nouveau sollicité par le nouveau propriétaire pour apporter des transformations comme l’agrandissement des étages supérieurs, la modification de la baie de l’atelier, etc.
Par la suite, l’ensemble du bâtiment va faire l’objet d’un arrêté pour classement déposé par le ministère de la Région de Bruxelles-Capitale le 6 novembre 1997.

## Description de la façade
Maison personnelle et atelier du peintre Paul Mathieu, le bâtiment est réalisé par l’architecte Émile Lambot dans un style éclectique d’inspiration Louis XV. La façade de cette maison mitoyenne implantée sur une parcelle de 6,6 mètres de largeur s’élève sur quatre niveaux couronnés par un pignon en cloche conférant une allure élancée au bâtiment. L’élévation est réalisée de manière symétrique avec trois travées dont une principale au centre de la composition de façade. Cette dernière est faite de briques rouges rehaussées de pierres blanches ainsi que de pierres bleues.
Le rez-de-chaussée, assez bas, repose sur un soubassement en pierres bleues et est écrasé sous un bandeau de pierres blanches recevant les étages supérieurs. Ce premier niveau est composé d’une porte en bois blanc entrant dans la partie gauche de la composition. Un chambranle en pierres blanches vient l’encadrer avec une finition légèrement en déport dans l’embrasure. La porte est ajourée dans sa partie supérieure via une ouverture ovoïde garnie de ferrures. Les deux autres travées reçoivent quant à elles deux fenêtres identiques en ouverture à guillotine dont les parties supérieures fixes sont rythmées par des meneaux. Les châssis sont en bois et peints en blanc. À la différence de la porte d’entrée, les fenêtres ne reçoivent pas de chambranles. Un premier bandeau de pierre blanche dans l’épaisseur du mur vient délimiter le rez-de-chaussée du premier étage. Ce bandeau comprend le système de plates-bandes abritant les fenêtres et la porte et dont celle de cette dernière possède une clé qui vient en avant du mur.
Au dessus de ce bandeau de pierres, un cordon également de pierre blanche vient se positionner en saillie du mur et marque la base du premier étage. Deux consoles en pierres blanches séparent les trois travées au rez-de-chaussée et servent de support pour l'oriel en position centrale à l’étage noble. Celui-ci possède un plan discrètement chantourné, il se positionne en saillie du mur par un voilement de la brique sur les cotés. Dans l’axe des consoles, deux éléments en pierres blanches reçoivent la tablette ainsi que le chambranle qui accueillent l’unique baie de l'oriel. Également faits de pierre blanche, ces éléments servent aussi de décors, le chambranle est orné de moulures et reprend un profil concave-convexe au dessus de la baie. Celle-ci est constituée d’un quatuor de fenêtres arborant un dessin ondulé, les parties hautes et basses sont scandées de meneaux. De part et d’autre de l'oriel, les travées bien plus fines s’ouvrent par d’étroites fenêtres très allongées. Ces ouvertures, identiques et symétriques sur un axe vertical, reposent sur des allèges en briques rouge percées de trois petites grilles rentrant dans l’appareillage de la façade. Une pierre blanche vient servir d’assise pour chacune de ses fenêtres. Elles possèdent une partie basse fixe tandis que la partie supérieure s’ouvre en battant simple. Une fine traverse en pierre blanche située au dessus de chacune de ces fenêtres reçoit une imposte vitrée et fixe en forme d’arc rampant tendant vers le centre de la façade. Cette imposte est rythmée de meneaux prenant également la forme en arc du châssis. Pour couronner ces ouvertures, une pierre blanche taillée à la forme du châssis arrondi fait office de linteau pour chacune des fenêtres.
La partie supérieure de l'oriel est terminée par un cordon de pierre blanche en saillie marquant le deuxième étage. L'oriel est alors sommé d’une terrasse ceinte d’un garde-corps en ferronnerie noire très légère avec des motifs d’arabesques. Cette terrasse est accessible via l’ouverture principale de l’étage, une baie à arc en plein cintre. L’ouverture est mise en avant par un appareillage de brique légèrement en saillie autour de la baie et qui se prolonge pour courir le long des mitoyens sur le premier et deuxième étage. Un cadre en pierre blanche accueille le châssis dans l’embrasure du mur. Une épaisse traverse en pierre blanche prenant place sous le début de l’arc sépare les ouvrants de la baie de l’imposte qui est fixe. Cette traverse est ornée d’une coquille et de volutes dictant la forme du châssis qui vient en dessous. Cette fenêtre à double ouvrants reprend en effet la forme du motif décoratif, elle arbore également des meneaux faisant une courbe convexe-concave. L’imposte quant à elle montre des meneaux qui semble rayonner depuis le centre de l’arc jusque vers l’extérieur. La baie en plein cintre est entourée de deux oculi ovales. Ils sont faits en pierre blanche et sont positionnés légèrement en saillie du mur dans lequel trois pierres blanches sont intégrées à l’appareillage de brique et taillées pour accueillir l’oculus. Un petit élément décoratif est sculpté en partie basse de l’oculus. Ceux-ci reçoivent des fenêtres à meneaux horizontaux courbés vers le haut en partie haute et vers le bas en partie basse.
Une épaisse corniche d’environ soixante centimètres de haut en pierre blanche délimite le deuxième étage de la partie supérieure en forme de cloche. La corniche brisée reçoit le fronton cintré de la baie du dernier étage. Le fronton est orné d’un cartouche décoré à volutes en son centre.
Un oculus ovale vient éclairer les combles, comme les deux autres, il est en pierre blanche avec un élément décoratif en partie basse. Il est quant à lui moins élancé que les oculus du deuxième étage. Il est surmonté d’un petit fronton et mis en avant par l’appareillage de brique en avant du reste du mur. Des éléments de décorations en pierre blanche viennent raffiner le haut de la façade avec des volutes de part et d’autre de la cloche. Celle-ci se termine en partie haute par un arc en pierre blanche.
L’ensemble de la façade est riche en ornementations sculptées, un grand soin a été porté sur les châssis parfois courbes, parfois chantournés ou rayonnants aux étages. L’usage de la pierre et de la brique apporte une distinction à la façade qui se démarque de son environnement proche. Le toit à versant de la maison positionné dans le sens perpendiculaire à la voirie constitue un détail distinctif par rapport aux manières de faire du début du XXe siècle. Le profil en cloche de la façade met en avant cette particularité qui fait de cette construction un élément singulier de son quartier.

## Aboutissement
La maison du 172 rue Américaine a également valu un succès important à Emile Lambot qui a vu son œuvre paraitre dans des revues telles que L’Emulation en 1907 et 1911 ou dans Vers l’Art en 1909. C’est aujourd’hui une chance de jouir de quartiers disposant d’une si grande richesse architecturale qui est souvent le fruit d’un travail acharné. À cette image, la réalisation de cette construction est le produit d’une rencontre entre deux personnages profondément passionnés par leurs métiers et leurs racines comme le décrit l’arrêté pour classement du 6 novembre 1997, L'ancien atelier de Paul Mathieu, qui résulte de la collaboration fructueuse entre un peintre commanditaire et un architecte, reflète donc particulièrement bien l'intérêt des artistes du début du siècle pour le glorieux passé artistique de nos régions. Il est également caractérisé par une élégance architecturale et une très grande richesse décorative.

## Photos

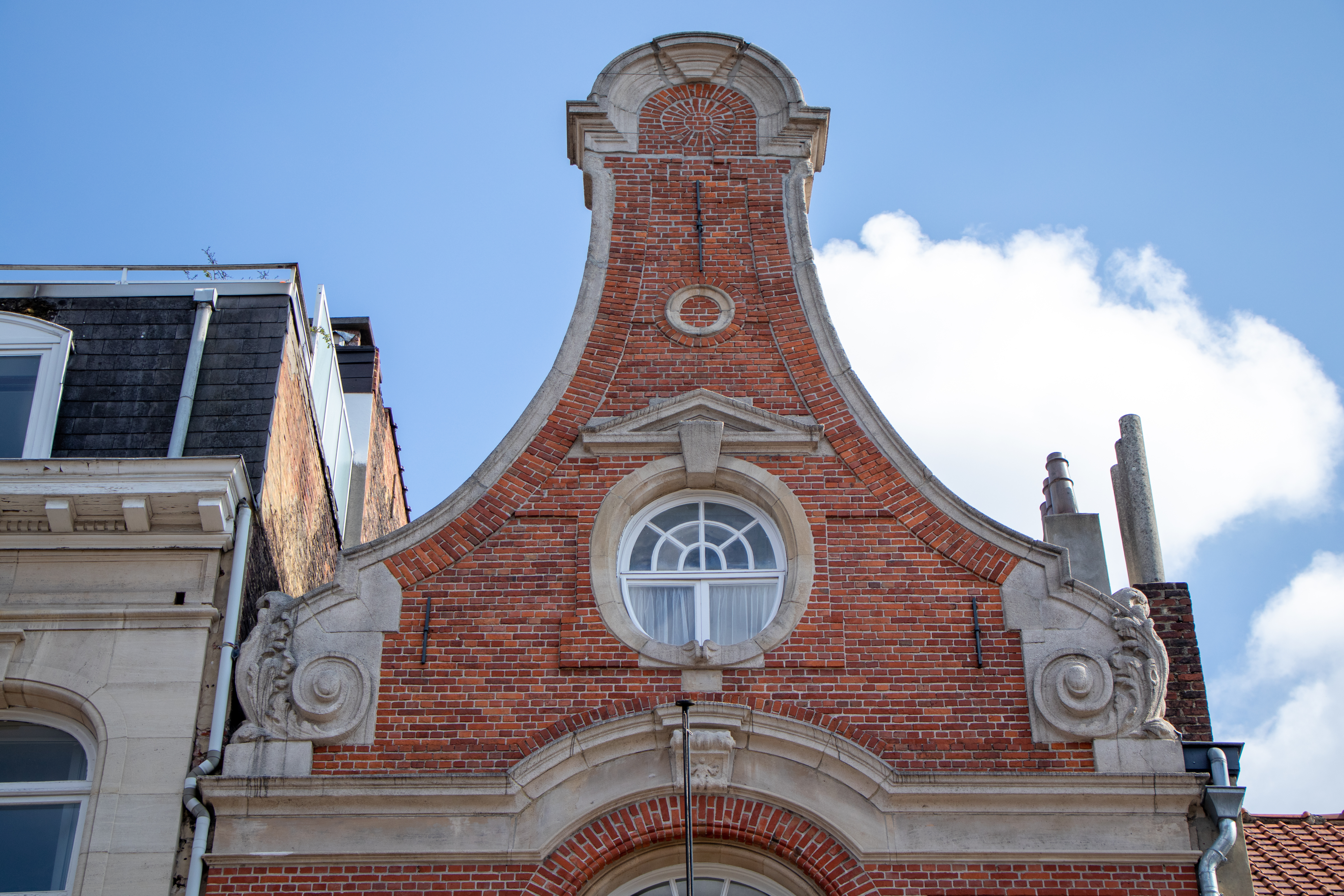
Façade en cloche
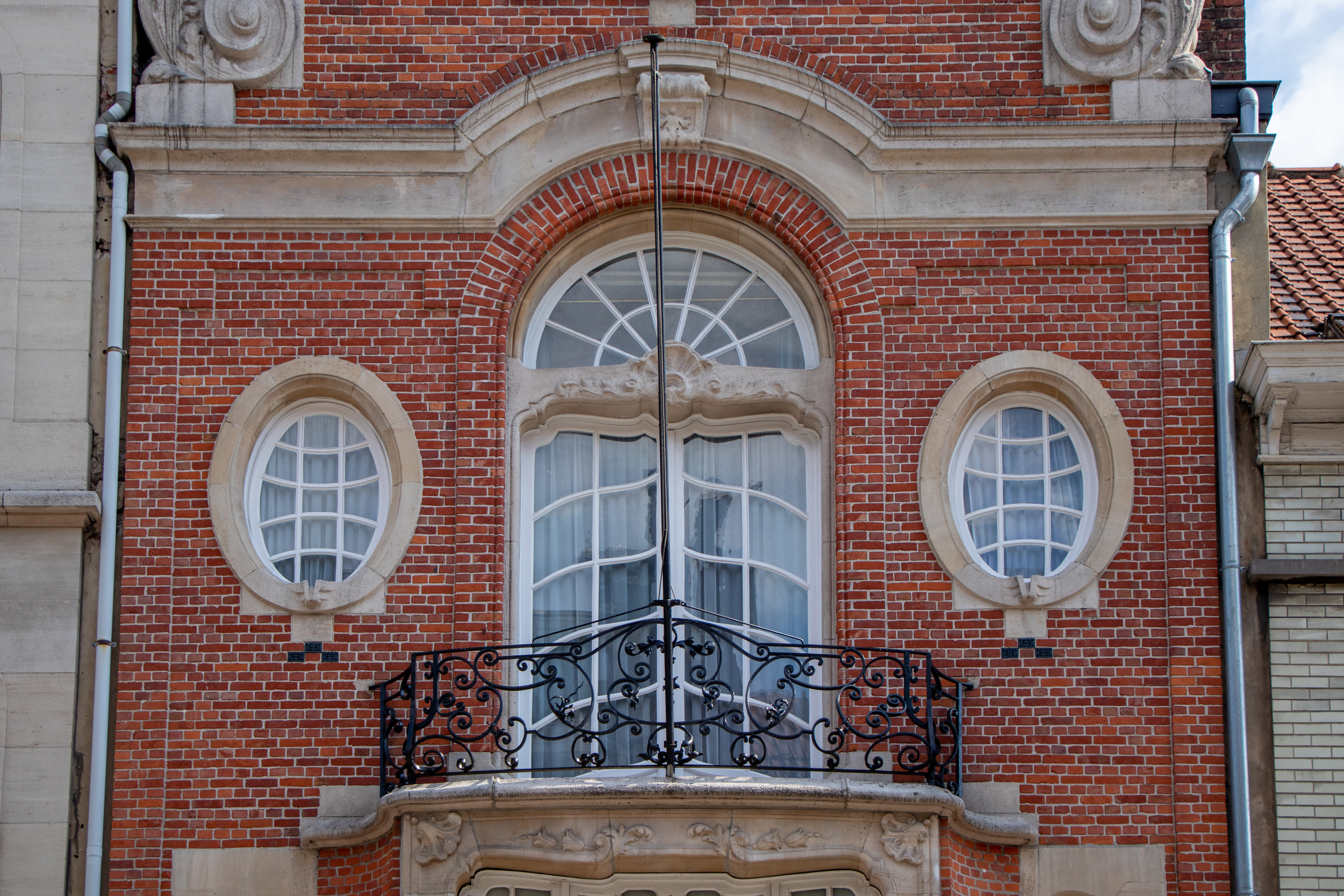
Balcon du deuxième étage
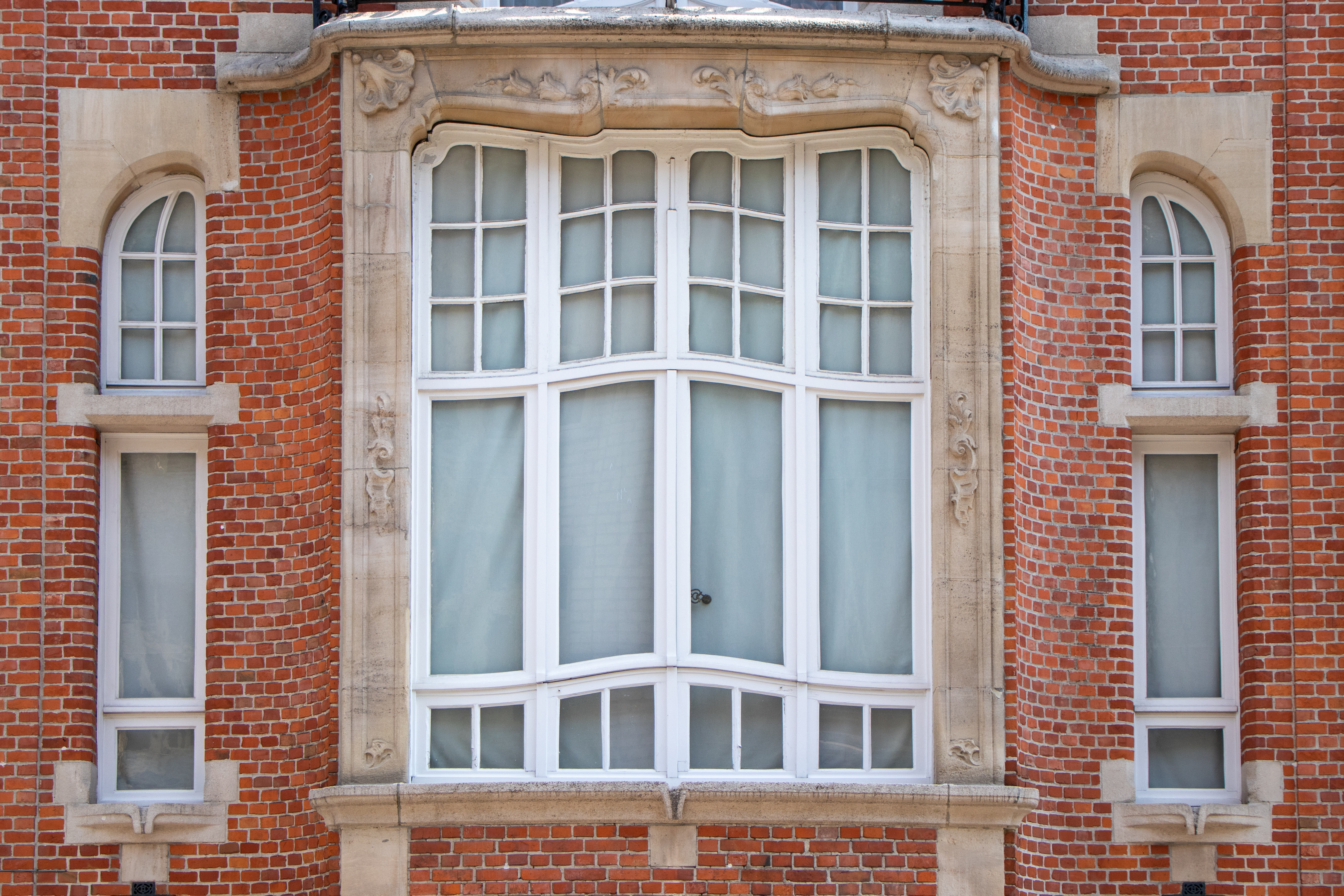
Oriel au premier étage
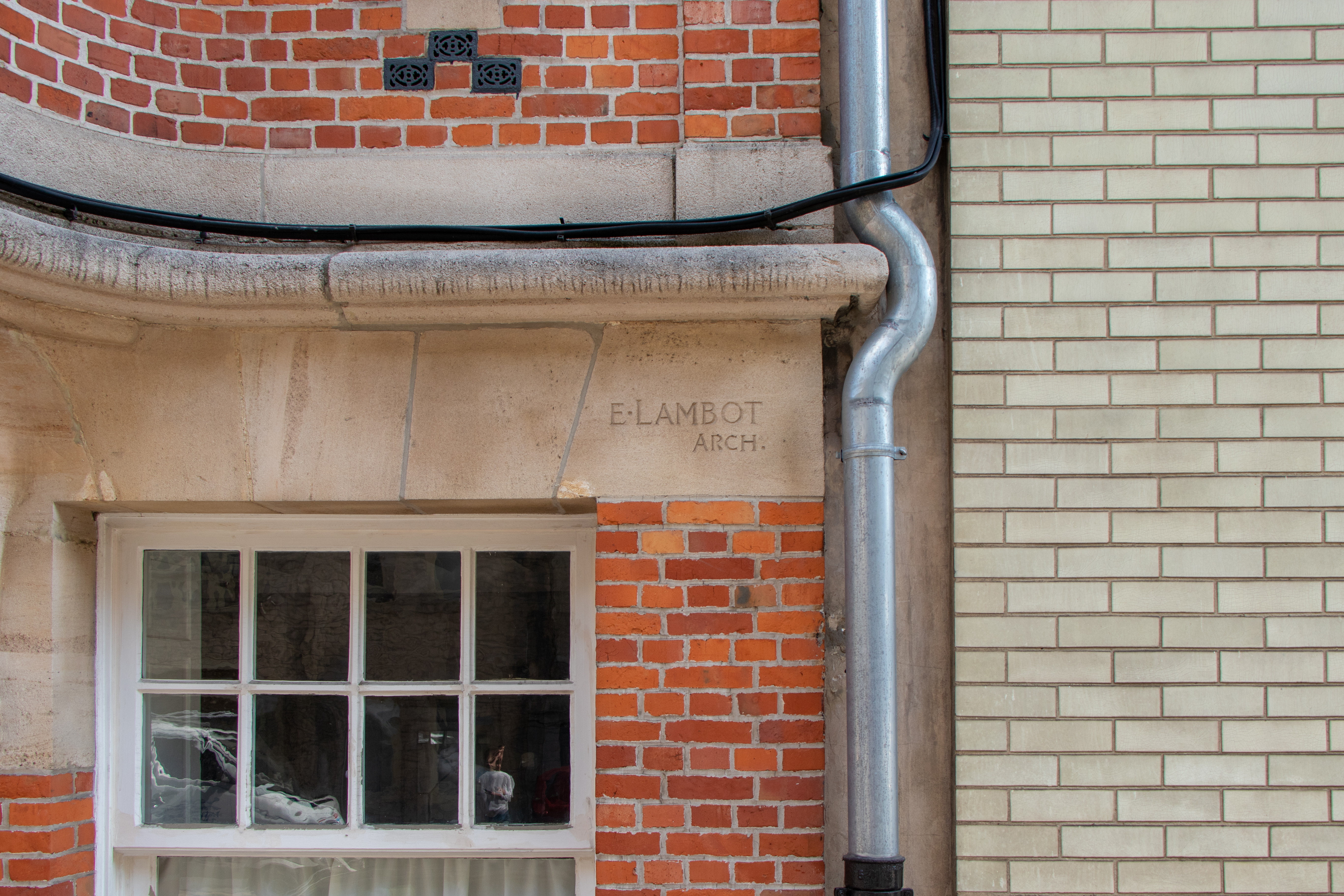
Pierre signée de l'architecte
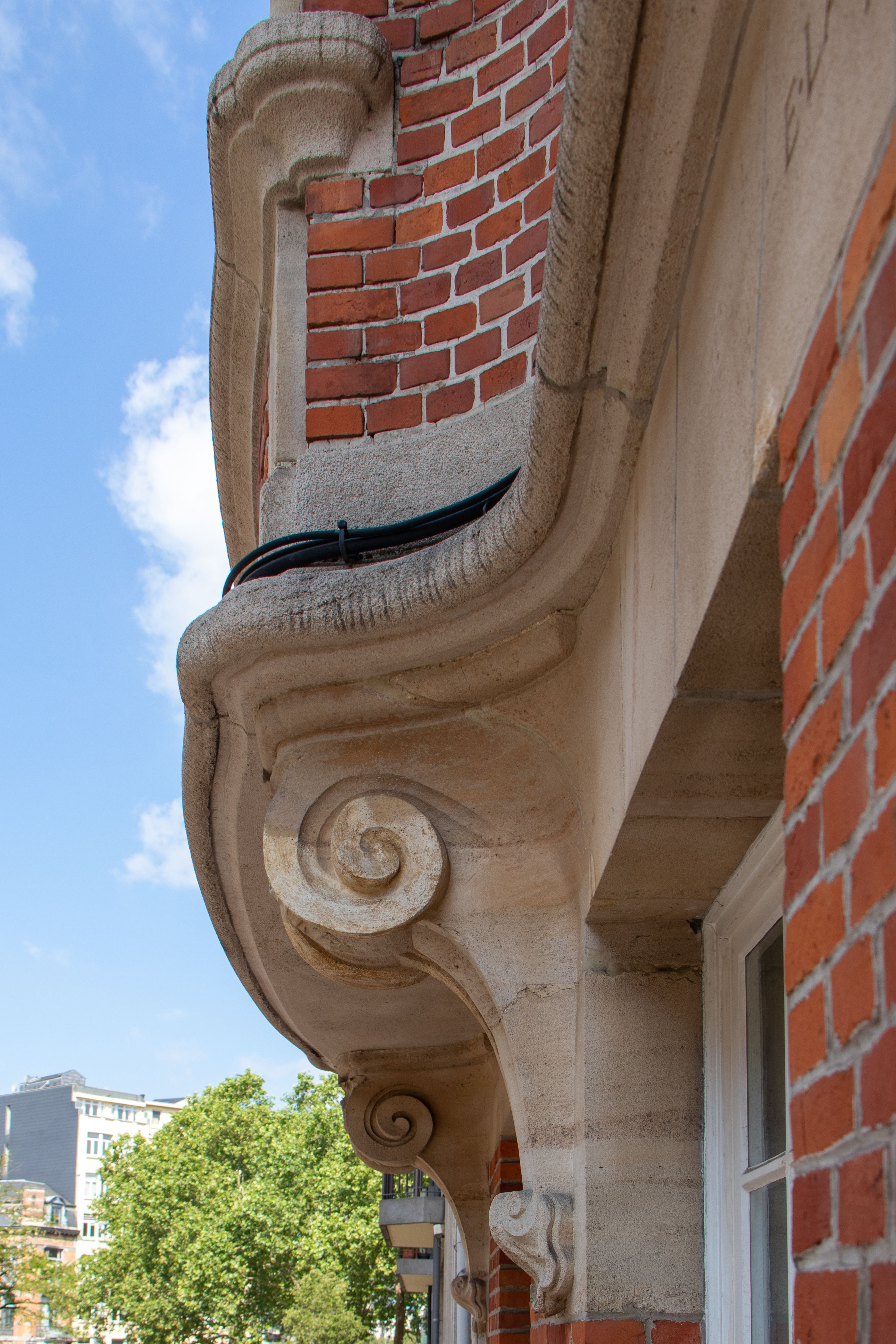
Console supportant l'oriel